# 王杨祖
王杨祖（?—?），明朝末年清朝初年云南嶍峨（今云南省峨山彝族自治县）人。
王杨祖是王耀祖的弟弟。康熙四年（1665年）三月，迤东土酋宁州禄昌贤、新兴王耀祖、嶍峨禄益、王杨祖、王弄山、王朔、蒙自李日新、李世璠、李世屏、八寨李成林纠合纳楼、普率、教化张长寿、枯木龙元庆、倘甸叶向阳、叶正昌、石屏龙韬、龙飞扬、元江那烈、路南秦祖根、陆凉资洪、弥勒昂祖、维摩沈兆麟及王承祖、王义、王先任、王先伦等，因吴三桂征贵州水西未返，乘机想要从澄江、广西诸路袭击云南。李世璠攻打蒙自，抓住了知县潘训，禄益、王扬祖攻陷嶍峨，和举人董奇馨、杨缃暗中相通，抓住了知县孙衍庆。四月，吴三桂讨伐宁州，在阵前擒王耀祖。王扬祖自嶍峨据守铁炉关，扼守云南省要道，吴三桂派遣副都统石国柱败王扬祖。